# Romarí
Romarí, jedno od manjih plemena koji su živjeli na područu današnje istočnobrazilske države Sergipe u blizini rijeke Rio São Francisco i susjedstvu plemena Boimé, Kaxagó, Caeté, Xocó, Aramuru i Karapotó